# Bakałarzewo
Bakałarzewo è un comune rurale polacco del distretto di Suwałki, nel voivodato della Podlachia.
Ricopre una superficie di 123,01 km² e nel 2004 contava 3 087 abitanti.